# Landgericht Kirchheim

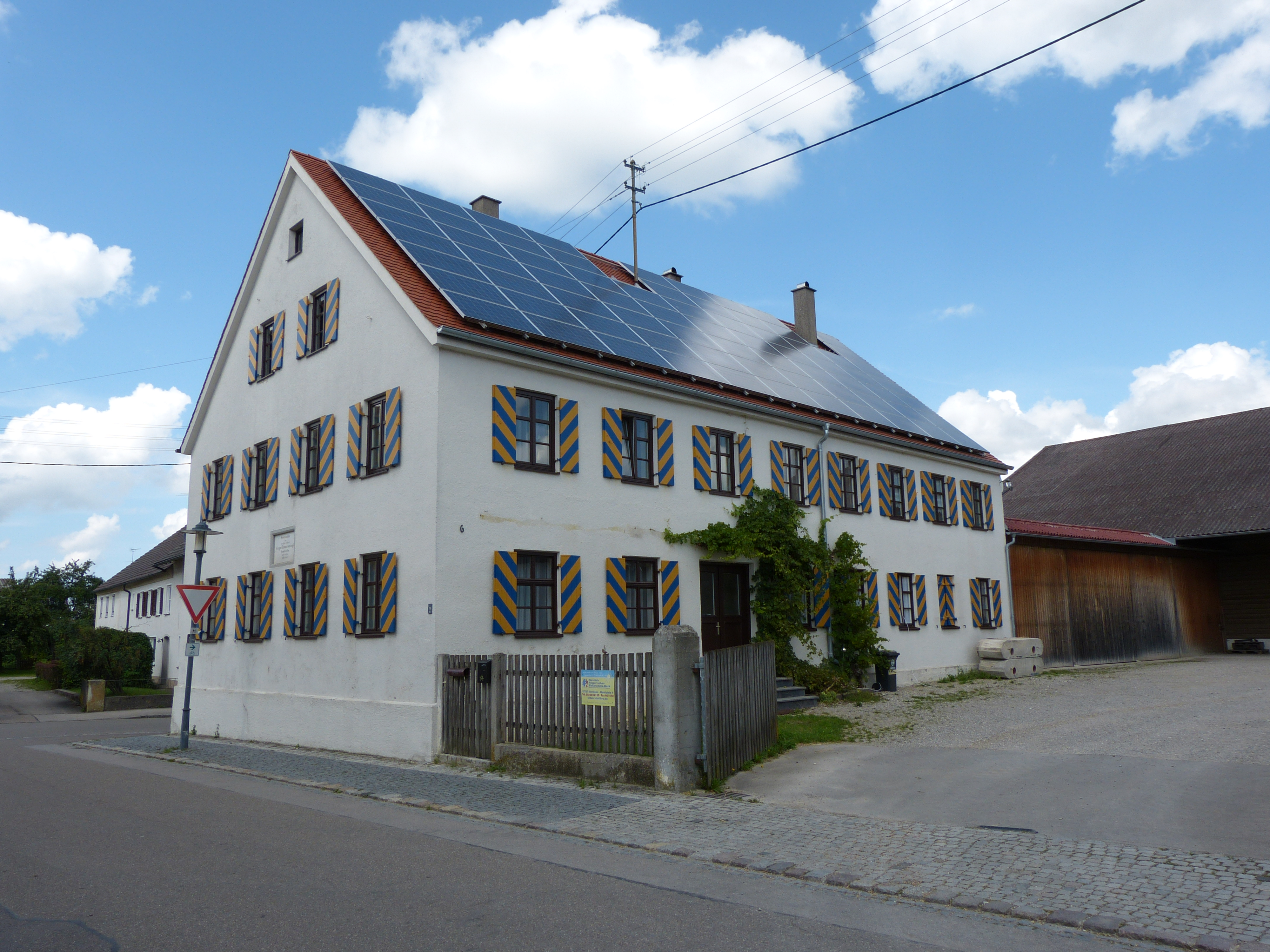
Ehemaliges Amtshaus in der Fuggerstraße 6, 2014

Das Landgericht Kirchheim war ein von 1814 bis 1879 bestehendes bayerisches Landgericht älterer Ordnung mit Sitz in Kirchheim in Schwaben im heutigen Landkreis Unterallgäu. Die Landgerichte waren im Königreich Bayern Gerichts- und Verwaltungsbehörden, die 1862 in administrativer Hinsicht von den Bezirksämtern und 1879 in juristischer Hinsicht von den Amtsgerichten abgelöst wurden.
Im Jahr 1814 wurde im Verlauf der Verwaltungsneugliederung Bayerns das Landgericht Kirchheim errichtet. Dieses kam zum Illerkreis mit der Hauptstadt Kempten.